# Rochetrejoux
Rochetrejoux és un municipi francès situat al departament de Vendée i a la regió de País del Loira. L'any 2007 tenia 804 habitants.

## Demografia

### Població
El 2007 la població de fet de Rochetrejoux era de 804 persones. Hi havia 328 famílies de les quals 91 eren unipersonals (58 homes vivint sols i 33 dones vivint soles), 117 parelles sense fills, 112 parelles amb fills i 8 famílies monoparentals amb fills.
La població ha evolucionat segons el següent gràfic:
Habitants censats

### Habitatges
El 2007 hi havia 373 habitatges, 330 eren l'habitatge principal de la família, 14 eren segones residències i 29 estaven desocupats. 360 eren cases i 11 eren apartaments. Dels 330 habitatges principals, 263 estaven ocupats pels seus propietaris, 65 estaven llogats i ocupats pels llogaters i 2 estaven cedits a títol gratuït; 1 tenia una cambra, 9 en tenien dues, 40 en tenien tres, 78 en tenien quatre i 202 en tenien cinc o més. 297 habitatges disposaven pel capbaix d'una plaça de pàrquing. A 130 habitatges hi havia un automòbil i a 173 n'hi havia dos o més.

### Piràmide de població
La piràmide de població per edats i sexe el 2009 era:
| Homes | Edats   | Dones |
| ----- | ------- | ----- |
| 0     | 95 o +  | 4     |
| 0     | 90 a 94 | 4     |
| 0     | 85 a 89 | 0     |
| 4     | 80 a 84 | 0     |
| 4     | 75 a 79 | 12    |
| 24    | 70 a 74 | 24    |
| 8     | 65 a 69 | 28    |
| 16    | 60 a 64 | 8     |
| 16    | 55 a 59 | 24    |
| 32    | 50 a 54 | 20    |
| 36    | 45 a 49 | 36    |
| 44    | 40 a 44 | 48    |
| 24    | 35 a 39 | 16    |
| 12    | 30 a 34 | 12    |
| 32    | 25 a 29 | 24    |
| 48    | 20 a 24 | 12    |
| 44    | 15 a 19 | 40    |
| 28    | 10 a 14 | 40    |
| 20    | 5 a 9   | 4     |
| 4     | 0 a 4   | 12    |

## Economia
El 2007 la població en edat de treballar era de 555 persones, 456 eren actives i 99 eren inactives. De les 456 persones actives 437 estaven ocupades (249 homes i 188 dones) i 18 estaven aturades (10 homes i 8 dones). De les 99 persones inactives 36 estaven jubilades, 32 estaven estudiant i 31 estaven classificades com a «altres inactius».

### Ingressos
El 2009 a Rochetrejoux hi havia 362 unitats fiscals que integraven 891 persones, la mediana anual d'ingressos fiscals per persona era de 17.923 €.

### Activitats econòmiques
Dels 29 establiments que hi havia el 2007, 1 era d'una empresa alimentària, 1 d'una empresa de fabricació d'elements pel transport, 3 d'empreses de fabricació d'altres productes industrials, 13 d'empreses de construcció, 3 d'empreses de comerç i reparació d'automòbils, 1 d'una empresa de transport, 1 d'una empresa d'hostatgeria i restauració, 2 d'empreses financeres, 3 d'empreses de serveis i 1 d'una empresa classificada com a «altres activitats de serveis».
Dels 16 establiments de servei als particulars que hi havia el 2009, 3 eren tallers de reparació d'automòbils i de material agrícola, 2 paletes, 5 guixaires pintors, 3 fusteries, 2 electricistes i 1 perruqueria.
L'únic establiment comercial que hi havia el 2009 era una fleca.
L'any 2000 a Rochetrejoux hi havia 33 explotacions agrícoles que ocupaven un total de 954 hectàrees.

## Equipaments sanitaris i escolars
El 2009 hi havia 2 escoles elementals.

## Poblacions més properes
El següent diagrama mostra les poblacions més properes.